# Molí de Fàbregues (Viladrau)
El Molí de Fàbregues és una obra de Viladrau (Osona) inclosa a l'Inventari del Patrimoni Arquitectònic de Catalunya.

## Descripció
Edifici civil. Antic molí fariner aprofitat com a garatge, situat en un pronunciat talús de la riba esquerra de la riera Major, poc abans de la confluència amb el petit torrent. Assentat sobre el talús amb pendent en direcció al nord, presenta en aquest sector un portal adovellat (actualment tapiat) a la planta, una finestra al primer pis, i una altra (tapiada) al segon pis que dona de pla en el sector S a l'esplanada sota la casa dels amos. Els murs de sectors E i O són gairebé cecs. La façana N, només presenta la planta on hi ha un ampli portal rectangular de construcció recent, tancat amb una persiana metàl·lica enrotllable. L' edifici està cobert amb uralites a dues vessants (la S més extensa que la N) amb el carener paral·lel al S. En el sector E s'endevina l'entrada del carcabà, actualment tapiada, i a uns 25 metres riu avall, s'observa una obertura de punt rodó situada en el mur de contenció del talús que parteix del mur O del molí. En el sector S-E s'endevina l'emplaçament de l'antiga bassa i del canal de conducció de l'aigua cap a l'interior del molí.

## Història
Antic molí fariner relacionat amb el mas Fabregues, el qual probablement formava part dels 82 masos que existien en el municipi pels volts de 1340 segons consta en els documents de l' època. El trobem registrat en els fogatges de la "Parròquia i terme de Viladrau fogajat a 6 de octubre de 1553 per Joan Masmiguell balle com apar en cartes 230", juntament amb altres 32 que continuaven habitats després del període pestes, on consta un tal "Joan Montanyà al molí den Fabregues". Tenim constància que aquest ma, junt amb altres quatre de la rodalia varen pertànyer a la Parròquia de Vilalleons.